# キサントホス
キサントホス（Xantphos）は、複素環式化合物であるキサンテンから誘導された有機リン化合物である。ジホスフィンのひとつ。キサントホスは二座配位子であり、その広い配位挟角 (bite angle) を特徴として遷移金属触媒上で利用される。キサントホスを含め、bite angle の広い配位子はアルケンのヒドロホルミル化に役立つ。塩化白金(II)に加えるとシス配位とトランス配位の両方の付加体を形成することが、その広い配位挟角の特性を表している。

## 合成
9,9'-ジメチルキサンテンをsec-ブチルリチウムでジリチオ化し、クロロジフェニルホスフィンで処理することによって合成される。